# Leylâ Erbil
Leylâ Erbil  właśc. Leylâ Bilgin (ur. 12 stycznia 1931 w Stambule, zm. 19 lipca 2013 tamże) – turecka powieściopisarka.

## Życiorys
Była drugim dzieckiem Hasana Tahsina Bilgina i Emine Huriye Hanim. Uczyła się w szkole dla dziewcząt w Kapiköy, a następnie studiowała na wydziale anglistyki Uniwersytetu Stambulskiego. W 1951 wyszła za mąż za Ayteka Şaya, co spowodowało przerwę w studiach. Wkrótce małżeństwo zakończyło się rozwodem, a Erbil powróciła na uczelnię. Po studiach pracowała jako tłumaczka i sekretarka w Scandinavian Airlines, tam też poznała swojego drugiego męża Mehmeta Erbila. Małżeństwo osiedliło się w Izmirze gdzie w 1960 przyszła na świat ich córka Fatoş Erbil-Pınar,
W latach 60. związała się z ruchem socjalistycznym. W 1970 należała do grona założycieli Związku Artystów Tureckich, a w 1974 Stowarzyszenia Pisarzy Turcji. Od 1999 zasiadała w parlamencie jako deputowana Partii Wolności i Sprawiedliwości (ÖDP). Z czasem, w wyniku sporów z kierownictwem, opuściła tę partię.
W 2005 Erbil zachorowała na rzadkie schorzenie (Langerhans cell histiocytosis), z którym zmagała się do końca swojego życia. Zmarła w szpitalu. 22 lipca 2013 została pochowana na cmentarzu Zincirlikuyu.

## Twórczość
Zaczęła pisać w czasie nauki w szkole, początkowo były to utwory poetyckie, a z czasem głównie opowiadania i powieści. Zafascynowana Freudem jako pierwsza w literaturze tureckiej poruszała tematy przemocy seksualnej, kazirodztwa, pisząc z perspektywy feministycznej.

### Powieści
- 1971: Tuhaf Bir Kadın
- 1985: Karanlığın Günü
- 1988: Mektup Aşkları
- 2001: Cüce
- 2005: Üç Başlı Ejderha
- 2011: Kalan
- 2013: Tuhaf Bir Erkek

### Opowiadania
- 1961: Hallaç
- 1968: Gecede
- 1977: Eski Sevgili

### Eseje
- 1998: Zihin Kuşları

## Nagrody i wyróżnienia
W 2002 pisarka była nominowana przez PEN Club do Literackiej Nagrody Nobla.